# Agneza Babenberška
Agneza Babenberška (nemško Agnes von Babenberg, poljsko Agnieszka austriacka) iz frankonske veje Babenberžanov je bila kot žena poljskega velikega vojvode  Vladislava II. Izgnanca vojvodinja Šlezije in velika vojvodinja Poljske, * ok. 1108/1113 – 24./25. januar  1163, Altenburg, Sveto rimsko cesarstvo.

## Družina in značaj
Agneza je bila hči avstrijskega mejnega grofa Leopolda III. Babenberškega in Agneze, hčerke cesarja Henrika IV. Po materi je bila potomka Salijske dinastije, ki je Svetemu rimskemu cesarstvu vladala od leta 1024, dokler ni cesar Henrik V., njen stric po materini strani, umrl brez potomstva leta 1125. Bila je polsestra švabskega vojvode Friderika II. in kralja Konrada III. Nemškega. Oba sta bila rojena v prvem zakonu njene matere s švabskim vojvodom Friderikom I. Od Agnezinih bratov in sester je bila sestra Judita poročena z markizom Viljemom V. Montferratskim, brat Oton pa je bil freisinški škof in priznan srednjeveški kronist.
Poljski kronist in krakovski škof Wincenty Kadłubek omenja, da je bila zelo častihlepna in energična ženska, ponosna na svoje poreklo. Njegovo mnenje potrjujejo tudi drugi viri, zato ni nenavadno, da jo škof v Poljski kroniki imenuje "Tigrica".

## Poroka
Poljski vladar, veliki vojvoda Boleslav Krivousti, je želel pridobiti močnega zaveznika proti Svetemu rimskemu cesarstvu in nemškemu kralju Lotarju III., zato je sklenil zavezništvo  z Babenberžani in Hohenstaufnovci, ki so bili kot sorodniki izumrle Salijske dinastije naravni Lotarjevi tekmeci. Da bi potrdil zavezništvo, se je dogovoril za poroko svojega najstarejšega sina Vladislava z Agnezo. Poroka je bila okoli leta 1125. Po mnenju nekaterih zgodovinarjev je par že pred poroko prejel od Boleslava III. za darilo vojvodino Šlezijo.

## Velika vojvodinja Poljske
Boleslav III je umrl 28. oktobra 1138. V oporoki je Poljsko razdelil med svoje sinove. Vladislavu je kot najstarejšemu sinu dodelil  naslov velikega vojvode (princeps) in vrhovno oblast v državi. Vladislav je poleg Šlezije dobil še Seniorsko provinco z Malopoljsko, vzhodno Velikopoljsko in zahodno Kujavijo in oblast nad Pomorjanskim. Njegovi polbratje Boleslav IV., Mješko III. in Henrik so kot mlajši vojvode prejeli dedne fevde. Po smrti Salomee Berške bi moral Vladilslav dobiti tudi  deželo Łęczyca, ki je bila podeljena Salomei v dosmrtno uživanje.
Vladislav si je skoraj takoj po prihodu na oblast začel prizadevati, da bi Poljsko združil pod svojo oblastjo. Wincenty Kadłubek je izjavil, da je spopad med Vladislavom II. in njegovimi polbrati v glavnem spodbudila Agneza, ki je verjela, da ima njen mož kot najstarejši sin pravico biti edini vladar celotne države.
Da bi okrepila avtoriteto svojega moža, je  Agneza s spletkami sodelovala pri padcu enega najmočnejših plemičev v državi, vojvode Piotra Włostowica, ki je podpiral Vladislavove polbrate. Po legendi naj bi Włostowica  po Agnezini zaslugi aretirali v njegovem gradu. Dogodek ni potrjen v nobenem sodobnem viru in ga sodobni zgodovinarji na splošno ne sprejemajo. Agneza je zahtevala Włostowicevo smrt, vendar se je njen mož namesto tega odločil, da bo Włostowica drugim za zgled oslepil, onemil in izgnal iz države.

## Odstavitev in izgon
Tiranska vladavina Vladislava II. in Agneze je povzročila, da je veliko njunih podložnikov prešlo na stran  mlajšh vojvod. V začetku leta 1146 je bila vojska velikega vojvode dokončno poražena v bližini Poznanja. Vladislav II. je pobegnil na Češko, Agneza in njuni otroci pa so ostali v Krakovu, kjer so se z gradu Wawel nekaj časa upirali mlajšim vojvodam. Mesta seveda niso mogli obraniti in Agneza z otroki je pobegnila k svojemu možu.
Po kratkem bivanju na češkem dvoru je poljski vojvodski družini ponudil gostoljubje Agnezin polbrat, nemški kralj Konrad III. Družina se je preselila na Kaiserpfalz v Altenburgu. Sprva se je zdelo, da bo Vladislav II. kmalu ponovno prevzel oblast na Poljskem. Nemški pohod proti mlajšim vojvodam se je začel leta 1146, vendar zaradi poplavljanja reke Odre in pritiskov mejnih grofov Alberta Medveda in Konrada Meissenskega na nemškega kralja ni uspel.
Neuspeh odprave Agnezi ni vzel poguma in je nadaljevala s poskusi, da bi obnovila oblast svojega moža. Za posredovanje je zaprosila papeža Evgena III., ki se je odločil, da bo to vprašanje sprožil na koncilu v Reimsu leta 1148. Na Poljsko je poslal svojega legata Guya, da bi pokoril mlajše vojvode. Slednji so nasprotovali vrnitvi Vladislava II. in papež je nad Poljsko razglasil prekletstvo. Zaradi enotne podpore poljske cerkvene hierarhije mlajšim vojvodam so imela papeževa dejanja malo odziva.
Leta 1152 je kralj Konrad III. umrl. Nasledil pa ga je njegov nečak Friderik Barbarossa. S prihodom tega energičnega vladarja sta Agneza in Vladislav II. upala na vrnitev na Poljsko. S spodbudo svoje tete je novi nemški kralj leta 1157 sprožil pohod  proti Poljski. Pohod  je bila uspešen, vendar Barbarossa nepričakovano ni vrnil Vladislava II. na poljski prestol. Namesto tega je bil visoki vojvoda Boleslav IV. razglašen za Friderikovega vazala in bil prisiljen plačati davek. Boleslav IV. je moral obljubiti, da bo Vladislavovim sinovom vrnil vojvodino Šlezijo.

## Smrt in zapuščina
Tako Agneza kot Vladislav sta se zavedala, da je njuna bitka za oblast dokončno izgubljena. Ostala sta v Altenburgu, kjer je 30. maja 1159 Vladislav II. umrl. Agnezin dan smrti viri običajno postavljajo med 24. in 25. januar, vendar je datum med zgodovinarji in viri še vedno sporen. Nekateri viri omenjajo, da je umrla okoli leta 1157.  Agneza je vsekakor preživela svojega moža. Znano je, da se ni vrnila v Šlezijo k svojima sinovoma, ko sta  leta 1163 končno dobila svojo dediščino. Pokopali so jo v cistercijanski opatiji Pforta pri Naumburgu ob reki Saale.

## Otroci
Agneza in Vladislav II. sta imela pet otrok:
- Boleslava I. Visoega (1127 – 8. december 1201)
- Mješka I. Krivonogega (1131 – 16. maj 1211)
- Richezo (1140 – 16. junij 1185), poročeno prvič leta 1152 z Alfonzom VII., kraljem Galicije,  Kastilije in Leona,[2] drugič leta 1162 z  Ramonom Berenguerjem II., grofom Provanse, in tretjič leta 1167 z grofom Albertom III. Eversteinskim
- Konrada Vitkonogega (1146/1157 – 17. januar 1180/1190)
- Alberta (ok. 1156 - ok. 1168/1178)

## Vir
- Reilly, Bernard F. (1998). The Kingdom of León-Castilla Under King Alfonso VII, 1126 – 1157. Philadelphia: University of Pennsylvania Press. ISBN 9780812234527.